# Operacja Badr (1973)
Operacja Badr (ar. عملية بدر; Amalijjat Badr) lub Plan Badr (خطة بدر; Hitat Badr) – kryptonim egipskiej operacji wojskowej, w wyniku której wojska tego kraju miały 6 października 1973 roku przekroczyć Kanał Sueski i zdobyć izraelskie fortyfikacje na linii Bar Lev, co w połączeniu z syryjską ofensywą na Wzgórza Golan rozpoczęło wojnę Jom Kipur.
Operację Badr poprzedziły ćwiczenia wojskowe rozpoczęte w 1968 roku, planowanie operacyjne trwające od 1971 roku oraz działania dezinformacyjne. W początkowej fazie ataku, nazwanej Przekroczenie (العبور; al-'obur) wojska inżynieryjne użyły armatek wodnych do szybkiego utworzenia przejść w wale z piasku usypanym wzdłuż wschodniego brzegu kanału, umożliwiając przedostanie się wojskom pancernym na drugą jego stronę. Egipska piechota dokonała zaś szturmu na izraelskie fortyfikacje, na co to drugie państwo odpowiedziało kontratakiem wojsk pancernych i piechoty.
Atak zaskoczył wojska izraelskie i 7 października przeprawa była skończona, a wschodni brzeg kanału – okupowany przez pięć egipskich dywizji piechoty, które później kontynuowały swój marsz, by zająć kluczowe pozycje na przyczółkach, tworząc front o długości 160 km. Izraelskie rezerwy pancerne przybyły na front i rozpoczęły kontratak naprzeciw egipskiego miasta Ismailia, jednak został on skutecznie odparty przez siły egipskie, które następnie kontynuowały marsz, tak że z końcem 8 października Egipt okupował pas terytorium po wschodniej stronie Kanału Sueskiego sięgający 15 km w głąb terytorium nieprzyjaciela.
Oprócz przekroczenia Kanału Sueskiego Egipt skutecznie zablokował izraelskie porty na Morzu Czerwonym i Śródziemnym.

## Preludium
Po zakończeniu wojny sześciodniowej pod kontrolą Izraela znajdował się cały półwysep Synaj z wyjątkiem miasta Port F’uad. Był on ważny dla tego państwa z punktu widzenia strategicznego, dlatego Izrael ignorował rezolucję 242 Rady Bezpieczeństwa ONZ nawołującą do wycofania wojsk ze wszystkich okupowanych terytoriów w zamian za uznanie niepodległości Izraela przez państwa arabskie. Doprowadziło to do zaprzestania negocjacji między władzami tych państw. Celem premiera izraelskiego Goldy Meir było utrzymanie status quo ufając sile militarnej swego kraju, która miała pozwolić na utrzymanie pokoju z państwami arabskimi na własnych zasadach.
W wojnie z 1963 roku Egipt stracił większość lotnictwa wojskowego oraz duże ilości wyposażenia, co poważnie naruszyło siły militarne tego kraju. Krótko po wojnie Egipt z pomocą Związku Radzieckiego podjął odbudowę swych sił zbrojnych, w wyniku czego do końca września 1968 roku były one zdolne do podjęcia próby wyparcia wojsk izraelskich ze wschodniego brzegu Kanału Sueskiego. W czerwcu 1968 roku egipski ostrzał artyleryjski pozycji izraelskich w tym rejonie półwyspu Synaj rozpoczął wojnę na wyczerpanie, jednak na te działania Izrael odpowiedział nalotami oraz akcjami powietrznodesantowymi. Egipt nie mogąc zapewnić sobie panowania w powietrzu był zmuszony, korzystając z pomocy radzieckiej, wzmocnić obronę przeciwlotniczą, by chronić ważne cele położone w głębi państwa. Na tyle zwiększyło to straty izraelskie, że w sierpniu 1970 doszło do zawieszenia broni, które trwało do 1973 roku. W roku 1970 zmarł też prezydent Egiptu Gamal Abdel Naser i zastąpił go Anwar as-Sadat.

## Strategia Egiptu
Prezydent Anwar as-Sadat był przekonany, że przyczyną ekonomicznych, politycznych i militarnych problemów Egiptu była porażka w wojnie sześciodniowej. Wierzył więc, że sposobem na ich rozwiązanie jest odzyskanie półwyspu Synaj i by to osiągnąć rozpoczął w 1971 roku skoordynowane działania polityczne i militarne. W lutym zaproponował Izraelowi, by ten stopniowo wycofywał swe wojska z półwyspu Synaj, co byłoby realizacją rezolucji 242 oraz pozwalałoby na otwarcie Kanału Sueskiego. W zamian za to Egipt miał podpisać traktat pokojowy z Izraelem oraz nawiązać stosunki dyplomatyczne ze Stanami Zjednoczonymi. Władze izraelskie twardo obstawały przy pozostaniu półwyspu Synaj pod kontrolą własnych sił militarnych, co uzasadniał strategicznym znaczeniem tego terytorium dla obronności własnego państwa. W związku z tym rozmowy zakończyły się fiaskiem.
Równocześnie Anwar as-Sadat starał się poprawić możliwości egipskich sił zbrojnych i w marcu udał się w pierwszą z czterech podróży do Związku Radzieckiego celem pozyskania od tego państwa broni i amunicji, by uzupełnić ubytki w magazynach powstałe w czasie wojny na wyczerpanie. Publicznie ogłosił także, że ma zamiar pójść na wojnę, a rok 1971 nazwał rokiem decyzji. Związek Radziecki nie dostarczył jednak zamówionych produktów, a słowa Sadata zostały wzięte za przejaw buńczucznej retoryki arabskiej. Arabscy przywódcy doszli w 1972 roku do porozumienia co do tego, że problematycznej sytuacji nie da się rozwiązać na drodze dyplomatycznej. W połowie 1973 roku Amerykanie zaprzestali prowadzenia mediacji.
W latach 70. Związek Radziecki i Stany Zjednoczone kierowały się polityką détente, przez co Arabowie obawiali się, że w razie wojny z Izraelem są skazani na porażkę. As-Sadat nie wierząc w możliwość pokojowego rozwiązania spornej kwestii skupił się na przeprowadzeniu akcji militarnej. Nowy konflikt zbrojny mógł zaburzyć politykę détente i skłonić supermocarstwa do interwencji.
Wielu egipskich dowódców chciało wojny z Izraelem, by w ten sposób odzyskać choćby jakąś znaczną część półwyspu Synaj. Ten pogląd podzielał minister wojny Muhammad Ahmad Sadik, jednak w styczniu 1972 roku przyznał on, że Siły Zbrojne Egiptu w ciągu najbliższych 5–10 lat nie będą przygotowane do takiej wojny. Egipskie źródła podawały, że w czasie przekraczania Kanału Sueskiego liczba ofiar może wynieść 17 000 ludzi podczas gdy źródła sowieckie mówiły o 35 000. Sadik podkreślił, że nieuniknione straty przyćmią ewentualne zyski z prowadzenia ograniczonej ofensywy, której następstwem miało być przejęcie kontroli nad całym lub częścią półwyspu Synaj.
Ze względów politycznych Anwar as-Sadat nie przyjął do wiadomości argumentów swego ministra wojny. Opinia publiczna była bardzo niezadowolona z tego, że relacje z Izraelem nie są unormowane: określano je mianem „ani wojna, ani pokój” i żądała podjęcia przez rząd jakichś działań. Egipska gospodarka przeżywała trudności, nie mogąc korzystać z Kanału Sueskiego oraz synajskich pól naftowych, a także z powodu przeciągającej się wojny. Wojna była desperacką opcją, a ograniczona ofensywa jedyną na ówczesne warunki możliwością.
Na sesji posiedzenia Ligi Arabskiej, która miała miejsce od 27 do 30 stycznia 1973, Egipt w przedstawionym raporcie podkreślił, że ze względu na to, że Izrael posiada przewagę w powietrzu, ataku na ten kraj powinny dokonać równocześnie Egipt, Syria i Jordania. Gdyby siły lotnicze Egiptu i Syrii zostały wsparte 16 szwadronami innych państw arabskich, osiągnęłyby w ten sposób przewagę w powietrzu. Równoczesny atak państw arabskich doprowadziłby do spadku efektywności Izraelskich Sił Powietrznych, zmuszając jednocześnie armię lądową tego kraju do walki na dwa fronty.
W styczniu także prezydent Syrii Hafiz al-Asad wyraził wolę uczestniczenia w wojnie wraz z Egiptem. Oba państwa zgodziły się. Między 21 a 23 sierpnia 1973 miało miejsce tajne wspólne posiedzenie najwyższych dowódców egipskich i syryjskich.

## Przebieg operacji

### 6 października – Przekroczenie
Operacja Badr rozpoczęła się 6 października 1973 roku o godzinie 14.00. Izraelczycy przewidywali, że atak nastąpi cztery godziny później, więc oprócz kilku batalionów dyslokowanych w fortach wysuniętych najdalej na północ tylko część wojsk przeznaczonych do obsadzenia umocnień na linii Bar Lewa była na pozycjach bojowych. Szesnaście fortyfikacji było całkowicie obsadzonych, a załoga dwóch była niepełna.
Operacja rozpoczęła się nalotem przeprowadzonym przez ponad 200 samolotów arabskich MiG-21, MiG-17 i Su-7. Jego celem były trzy bazy lotnicze, przeciwlotnicze systemy rakietowe MIM-23 Hawk, trzy centra dowodzenia oraz pozycje artylerii izraelskiej i centra radarowe. Odbyło się to w połączeniu z ostrzałem artyleryjskim fortyfikacji na linii Bar Lev, skupisk izraelskich sił pancernych oraz pozycji artylerii. Egipcjanie używali 2000 sztuk artylerii: dział, haubic, moździerzy, dział bezodrzutowych B-10 i B-11. 152 mm haubicoarmaty wz. 1937 oraz 130 mm armaty polowe wz. 1954 została skierowana przeciw izraelskim stanowiskom artyleryjskim. Było to jedno z najdłuższych przygotowań ogniowych w historii, gdyż trwało 53 minuty, a w samej tylko pierwszej minucie wystrzelono ok. 10 500 pocisków.
W tym czasie oddziały przeznaczone do walki z siłami pancernymi uzbrojone w granatniki RPG-7 i RPG-43 oraz wyrzutnie pocisków 9M14 Malutka przekroczyły Kanał Sueski.

## Rezultat
Operacja Badr rozpoczęła wojnę Jom Kipur i była pierwszym od lat większym arabskim zwycięstwem nad siłami izraelskimi.
Odpierając 8 października kontratak sił wielkości dywizji i zajmując przyczółki na wschodnim brzegu Kanału Sueskiego, wysunięte na odległość dochodzącą do 15 km, egipskie wojska zrealizowały cele operacji. Na początku wojny sekretarz stanu USA Henry Kissinger był przekonany, że lepiej uzbrojona armia izraelska odniesie zwycięstwo w ciągu kilku dni, dlatego starał się opóźnić uchwalenie przez Radę Bezpieczeństwa ONZ rezolucji nawołującej do zawieszenia broni. Był zaskoczony, gdy dowiedział się o rozmiarach strat wojsk Izraela na spotkaniu z ambasadorem tego kraju Simchą Dinicem i poprosił: „Wytłumacz mi, jak mogliście przez Egipcjan stracić 400 czołgów?”